# Taeko Ishikawa
Pour les articles homonymes, voir Ishikawa.
Taeko Ishikawa (石川 多映子, Ishikawa Taeko) (née le 14 octobre 1975 dans la préfecture de Tochigi) est une joueuse de softball japonaise. Lors des Jeux olympiques d'été de 2000, elle remporte la médaille d'argent avec l'équipe japonaise de softball.